# Fabrica de butoaie „Ateneul” din Pitești
Fabrica de butoaie "Ateneul" din Pitești este un monument istoric aflat pe teritoriul municipiului Pitești.